# 東北地理学会
東北地理学会（とうほくちりがっかい）とは、東北地方に在住している地理学者達を主な構成員とする学会。以前は東北地方に関連するものを主とし、東北地方の地理学研究所の発展に貢献するものが大半を占めていた。その後、地方学会のような性格を取り払う方針がとられ、会員数の増加とともに会員分布も全国的に広まり、現在では全国各地の地理学者の協力の下、全国的な地理学会の一つとして認められている。

## 概要
- 1947年（昭和22年）8月1日設立。
- 地理学について研究する学会であり、学会を通じて地理学の発展への貢献を主な目的としている。
- 会員は約600名。会長、幹事長、編集委員長各1名、会計監査2名、評議員30名、幹事、編集委員各若干名で役員を構成。評議員は東北地理学会の運営方針や会長の選出、議案の審議を行う。役員の任期は2年とされる。
- 現在、事務所は宮城県仙台市に置かれている。
- 東北大学大学院理学研究科地理学教室内を本部とする。
- 会誌や他の出版物の刊行を始め、地理学に関連する図書や他資料の収集およびそれらの保管を行う。研究成果に基づいた建議や答申も行う。
- 学術大会や講演会の開催、内外学術諸団体や他の地理学関係の機関との交流を行い、さらには東北地理学会の目的を達成するために必要な事業を随時行っていく。

## 歴史
- 戦前の田中館秀三を中心とする地理学者のグループが東北地理学会の前身とされる。しかし、この学会と現在の学会との間に直接の継続関係はない。
- 1947年に田辺健一や高橋純一を筆頭とする29人の地理学者たちが発起人となり、同年8月25日に創立総会を開くことで始まった。
- 最初は例会巡検を主な行事とする。のちに、「東北地理」の刊行や春季大会、秋季大会、不定期に例会開催を実施するようになる。
- 田中館秀山は学会の顧問として創立初代から逝去するまで同学会の発展に携わり、協力を行った。
- 初代会長は高橋純一である。さらに、歴代会長は富田芳郎・宮川善造・能登志雄・田辺健一と続く。
- 現在の会長は西城潔である[1]。

## 季刊地理学
東北地理学会が発行する会誌名。年4回発行。
- 前身である「東北地理」という会誌名を1992年に「季刊地理学（Quarterly Journal of Geography）」に改名[2]。

　人文地理学や自然地理学からその関連分野まで内容は多岐にわたり、論文やフォーラムなどの研究成果が掲載される。
- 投稿する条件は東北地理学会の会員であることとされる。ただし、招待原稿は投稿可能とする。さらに、投稿内容は地理学を中心に地理学の関連分野に関する未公刊の内容に限る。
- 原稿の種類もいくつかある。論文を中心としたものや、地理学の教育や研究に関連する情報を提供するフォーラム、新刊書の批評や紹介を行う書評など、種類は細分化される。
- 掲載された論文や記事等は、機関リポジトリへの公開を認める。ただし、以下の条件を満たすことを必要とする。

### 論文・記事掲載に関する条件
1. 対象は発行日から1年を過ぎた学会誌の内容を原則とする。
2. 出典を明示したもの。
3. 学会誌の誌面によらない形式の場合は受理された原稿のみとする。
4. 誌面によらない誌面であっても、東北地理学会が著作権の権限を持つ。

## 東北地理
東北地理学会の機関誌。現在の機関誌である「季刊地理学」の前身。
- 1948年12月に第1巻第1号が刊行される。刊行当初は、戦後の困難な出版事情や一般情勢が影響し、定期的に刊行されることが少なかった。1962年の第12巻以後は年4回と定期的に刊行されるようになる。
- 学会自身が全国規模になるにつれて論文テーマにも変化が生じた。発刊当初は北海道及び東北地方に関連する研究論文が多かったけれども、他地域のものや国際的な視野に立つものなど、総論的な内容なものが次第に増加していった。さらには年2回行われる同学会の春季大会、秋季大会で発表される論文等も掲載されるようになった。

平均のページ数は56ページ。論文は5ページ前後のものと約1ページの短報とに大別され、いずれも英文での要旨説明が加えられている。

## 東北理学会研究奨励賞
- 2007年の秋季大会に創設された賞の名称。長谷川典夫先生喜寿事業実行委員会を中心に、東北地理学会に託された寄付金を利用して授与が行われる。若手の地理学研究者の育成を主な目的とする。
- 受賞対象者は35歳以下であるか、入会5年以内である必要がある。この2つの条件のどちらかを満たした上で、地理学の研究において優秀な成果を上げた者とする。
- 選考対象となった業績は、原則として東北地理学会によって発行される機関誌に掲載される論文や短報となる。

## 学術大会
- 1年のうち、春と秋の2回開催され、巡検や研究発表などが行われる。総会とも称される。
- 定例総会と臨時総会の2種に分類され、定例総会である春季大会は仙台、秋季大会はそれ以外の東北または北海道の都市、北陸で開催されることが多い。また、これらの定期的な物の他に不定期で行われる例会もある。日本地理学会との共催で学術大会が行われる場合もある。
- 内容も自然地理分野、人文地理分野、共通地理分野と多岐にわたる。
- 発表形式としては「口頭発表」と「ポスター発表」ある。どちらも発表者は東北地理学会もしくは日本地理学会の会員に限る。

1. 口頭発表の場合、発表時間15分・質疑応答4分の19分で構成され、1人につき1題とする。ポスター発表との重複や連盟発表との重複は可能。発表例としては、「大都市圏の地価変動現象に見られる近年の特徴」（2000,季刊地理学52-3,214）、「地下分布の空間的特徴による地方都市の類似化」（2001,季刊地理学53-1,68-69）などが挙げられる。
2. ポスター発表の場合、展示場所と1,2時間ほどの質疑応答の時間が設けられ、この間に展示の場所で20分以上の口頭説明を行う。会場での資料配布は自由。口頭発表との重複や連盟発表との重複は可能。

- 発表では、複数存在する発表内容が似通ったものをまとめて発表することが出来る。
- 発表形式としては、学術大会は2～3日間開催され、自然地理分野と人文地理分野、共通地理分野に分類し、時間で区切って分野ごとに研究成果を発表する。各分野の研究発表が行われた後には総会が行われ、他会場では懇談会も行われる。

### 過去のシンポジウム例
1. 「GISと地理教育」（2001年度、春季学術大会）
2. 「GISと地域づくり」（2002年度、秋季大会）
3. 「スマトラ沖地震の津波によるマングローブ林の被害と環境変化」（2005年度、秋季学術大会）
4. 「防災をめぐる地理学研究と地理教育の連携―地理学・地理教育の社会貢献―」（2006年度、秋季学術大会）
5. 「地理学の社会貢献」（2008年度、春季学術大会）
6. 「新『東北』の将来を語る」「『地域環境』活動の担い手は誰か？」「森とヒトの地理学-世界各地の森林環境と人間活動の動態-」「復旧から復興へ―岩手・宮城内陸地震と地域を考える―」（2008年度、秋季学術大会)